# Clarkston (Geòrgia)
Clarkston és una població dels Estats Units a l'estat de Geòrgia. Segons el cens del 2000 tenia 7.231 habitants.

## Demografia
Segons el cens del 2000, Clarkston tenia 7.231 habitants, 2.469 habitatges, i 1.587 famílies. La densitat de població era de 2.659 habitants per km².
Dels 2.469 habitatges en un 38,9% hi vivien nens de menys de 18 anys, en un 34,2% hi vivien parelles casades, en un 21,4% dones solteres, i en un 35,7% no eren unitats familiars. En el 22,8% dels habitatges hi vivien persones soles el 2,5% de les quals corresponia a persones de 65 anys o més que vivien soles. El nombre mitjà de persones vivint en cada habitatge era de 2,92 i el nombre mitjà de persones que vivien en cada família era de 3,54.
Per edats la població es repartia de la següent manera: un 30% tenia menys de 18 anys, un 12,9% entre 18 i 24, un 40% entre 25 i 44, un 13,4% de 45 a 60 i un 3,7% 65 anys o més.
L'edat mediana era de 28 anys. Per cada 100 dones de 18 o més anys hi havia 99,3 homes.
La renda mediana per habitatge era de 37.436 $ i la renda mediana per família de 38.056 $. Els homes tenien una renda mediana de 27.604 $ mentre que les dones 25.000 $. La renda per capita de la població era de 14.304 $. Entorn del 19,5% de les famílies i el 19,3% de la població estaven per davall del llindar de pobresa.

## Poblacions més properes
El següent diagrama mostra les poblacions més properes.